# 王固磐
王固磐（1880年—1956年12月19日），字静庵，天津人，中华民国政治人物。
王固磐毕业于北洋警务学堂，后赴德国柏林警察学校留学。1909年毕业回国后，曾历任津浦铁路警务长、南京警察厅长。1920年，代理察哈尔全区警务处长兼警察厅长。同年，任江苏省会卫戍司令。1923年，任维也纳万国警政会议议长。次年，任淞沪警察厅长。后又任天津市政府公用局局长、天津特别第三区主任、厦门市公安局局长。1935年，出任厦门市市长。同年，又任首都警察厅长。1939年，任中央警官学校校务委员。1949年赴台，任台湾省警察厅长。1956年在台湾逝世，终年76岁。